# Otto Hoffmann von Waldau
Otto Hoffmann von Waldau  (7 juillet 1898 - 17 mai 1943) est un General der Flieger allemand de la Luftwaffe pendant la Seconde Guerre mondiale.

## Biographie

### Première Guerre mondiale
Hoffmann von Waldau commence sa carrière militaire en se portant volontaire pendant la Première Guerre mondiale comme officier d'ordonnance dans le 8e régiment de dragons le 13 décembre 1915.

### Entre-deux-guerres
Il y reste jusqu'à la fin de la guerre, puis il est transféré dans la division de fusiliers de cavalerie de la Garde jusqu'au 30 septembre 1919 et dans le 8e Régiment de Montagne jusqu'en 1924. En parallèle, il suit du formation de pilote en Suisse de 1920 à 1923.

On le retrouve ensuite dans l'état-major de la 3e Division de 1924 au 30 septembre 1930, dans la 7e division et au Ministère de l'Économie du Reich (RWM) d'octobre 1930 au 30 septembre 1931, puis au 3e Régiment de Montagne d'octobre 1931 au 31 janvier 1942. Il est détaché au RWM de février 1932 à 1933 et à l'ambassade de Rome de 1933 au 31 mars 1935, puis transféré dans les services de la Luftwaffe comme attaché de l'air auprès de cette même ambassade d'avril 1935 au 31 mai 1935. Puis, il devint officier avec services spéciaux de la Reichsluftfahrtministerium (RLM) d'avril 1935 au 31 mai 1935. Il devient conseiller dans l'état-major général de la Luftwaffe du 1er juin 1935 au 30 septembre 1936 avant de prendre le commandement du Groupe 1 de la 153e escadrille de bombardiers du 1er octobre 1936 au 30 septembre 1937. Au prémisse de la Seconde Guerre mondiale, il est dans différents états-majors jusqu'au 31 janvier 1939.

### Seconde Guerre mondiale
Du 1er février 1939 au 10 avril 1942, il est le chef d'état-major des opérations de la Luftwaffe au sein de l'état-major général et est à ce titre responsable de l'opération Paula visant à détruire l'aviation britannique pendant la bataille d'Angleterre.

Du 12 avril 1942 au 30 août 1942, il est à la tête du Fliegerführer Afrika, puis commandant de la X. Fliegerkorps du 31 août 1942 au 31 décembre 1942. Puis, il devient le chef du commandement de la Luftwaffe Sud-Est du 1er janvier 1943 au 17 mai 1943.
Il se tue dans un accident d'avion le 17 mai 1943 près de Petritch en Bulgarie.

## Promotions
- Fähnrich: 27 janvier 1917
- Leutnant: 22 mars 1917
- Oberleutnant: 1er août 1925
- Rittmeister: 1er mars 1933
- Major: 1er août 1935
- Oberstleutnant: 1er octobre 1937
- Oberst: 22 septembre 1939
- Generalmajor: 19 juillet 1940
- Generalleutnant: 1er mars 1942
- General der Flieger: 30 janvier 1943

## Distinctions
- Croix de fer (1914) 2e et 1re Classe
- Insigne des blessés (1914) en Bronze
- Médaille de service de longue durée de la Wehrmacht 4e à 1re Classe
- Agrafe à la Croix de Fer (1939) 2e et 1re Classe
- Croix d'honneur
- Insigne de pilote-observateur
- Ordre de la Croix de la Liberté 1re Classe avec épées le 25 mars 1942
- Croix de chevalier de la Croix de fer le 28 juin 1942 comme Generalleutnant et commandant du Fliegerführer Afrika[1].
- Bande de bras Afrika